# Concours militaire de Satory (1925)
Le concours militaire de Satory de 1925 est un concours de voitures tous terrains lancé par le ministère de la Guerre. Le but est de primer un véhicule civil mis en vente auprès des Français, que l'Armée pourra réquisitionner en cas de mobilisation.

## Contexte
À partir de 1907, le Ministère organise ce genre de concours, où les constructeurs sont invités à présenter leurs modèles commerciaux dont la configuration intéresse l'Armée française. Les particuliers reçoivent une prime s'ils achètent le modèle plébiscité par les militaires,.
Pour le concours de 1925, le cahier des charges concerne deux types de voitures tous terrains, la voiture de liaison (type L) et la voiture de reconnaissance (type R). Le type L demande quatre places et une charge utile de 400 kg, le type R six places dont deux sur strapontins et une charge utile de 700 kg. Le concours a lieu du 6 au 15 février 1925 à Satory. Un troisième concours, pour un tracteur d'artillerie lourde de 15 t, est également organisé,.

## Concurrents

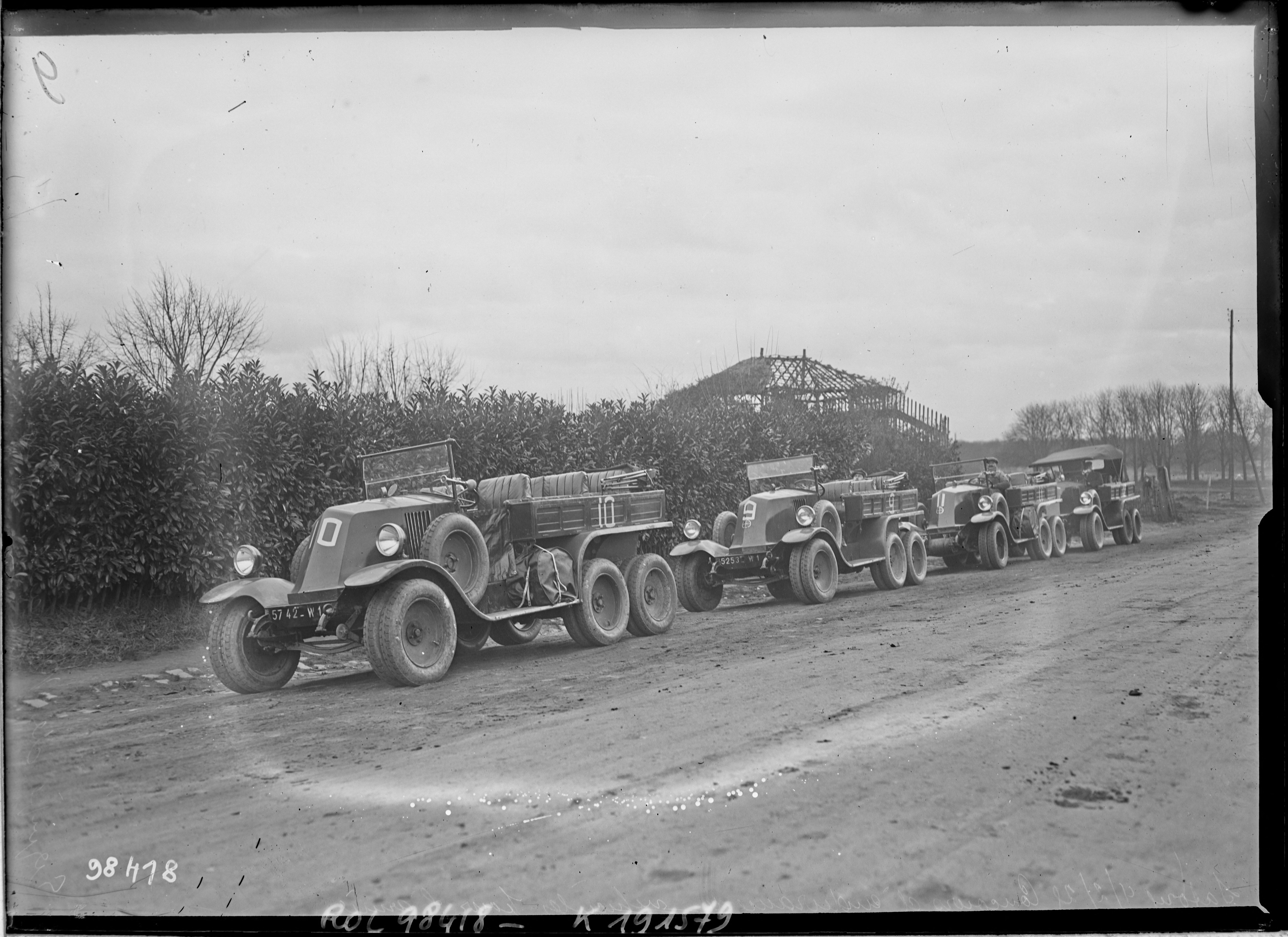
Les quatre voitures tous terrains Renault MH (no 9 à 12) testées lors du concours.

Quatre constructeurs s'inscrivent, Citroën, Delahaye, Berliet et Renault. Citroën propose une autochenille avec le nouveau propulseur Kégresse type P7T, Delahaye également un semi-chenillé système Kégresse, Renault son type MH à six roues, dont quatre motrices, et Berliet le type VPB à six roues motrices,.
Finalement, seuls Citroën, Berliet et Renault se présentent au concours. La voiture Citroën est dérivée de l'autochenille P4T, elle-même issue de la P1T primée en 1923. Deux voitures, numérotées 1 et 2, concourent dans la catégorie L et deux, numérotées 3 et 4, dans la catégorie R. Les deux variantes diffèrent légèrement, notamment par le nombre d'éléments amovibles sur le radiateur du moteur (neuf sur le type L et dix sur le type R). Les numéros 6 et 7 étaient prévus pour les Delahaye-Kégresse type L et 8 et 9 pour les Delahaye-Kégresse type R. Le Renault MH est un modèle déjà éprouvé par le succès de la première traversée automobile du Sahara. Les deux roues avant sont directrices et les quatre arrières sont motrices. Quatre sont présentés, deux L, numérotés 9 et 10, et deux R, numérotés 11 et 12. Les MH type R ne se distinguent des type L uniquement par la présence d'un treuil à l'avant. Berliet présente le modèle VPB, à six roues motrices, les roues avant et arrière étant directrices. Les deux Berliet, numérotés 15 et 16, se présentent dans la catégorie R.

Le Latil-Blum TAR4 est le seul à se présenter dans la catégorie des tracteurs lourds. Les deux tracteurs sont numérotés 13 et 14.

Les modèles présentés
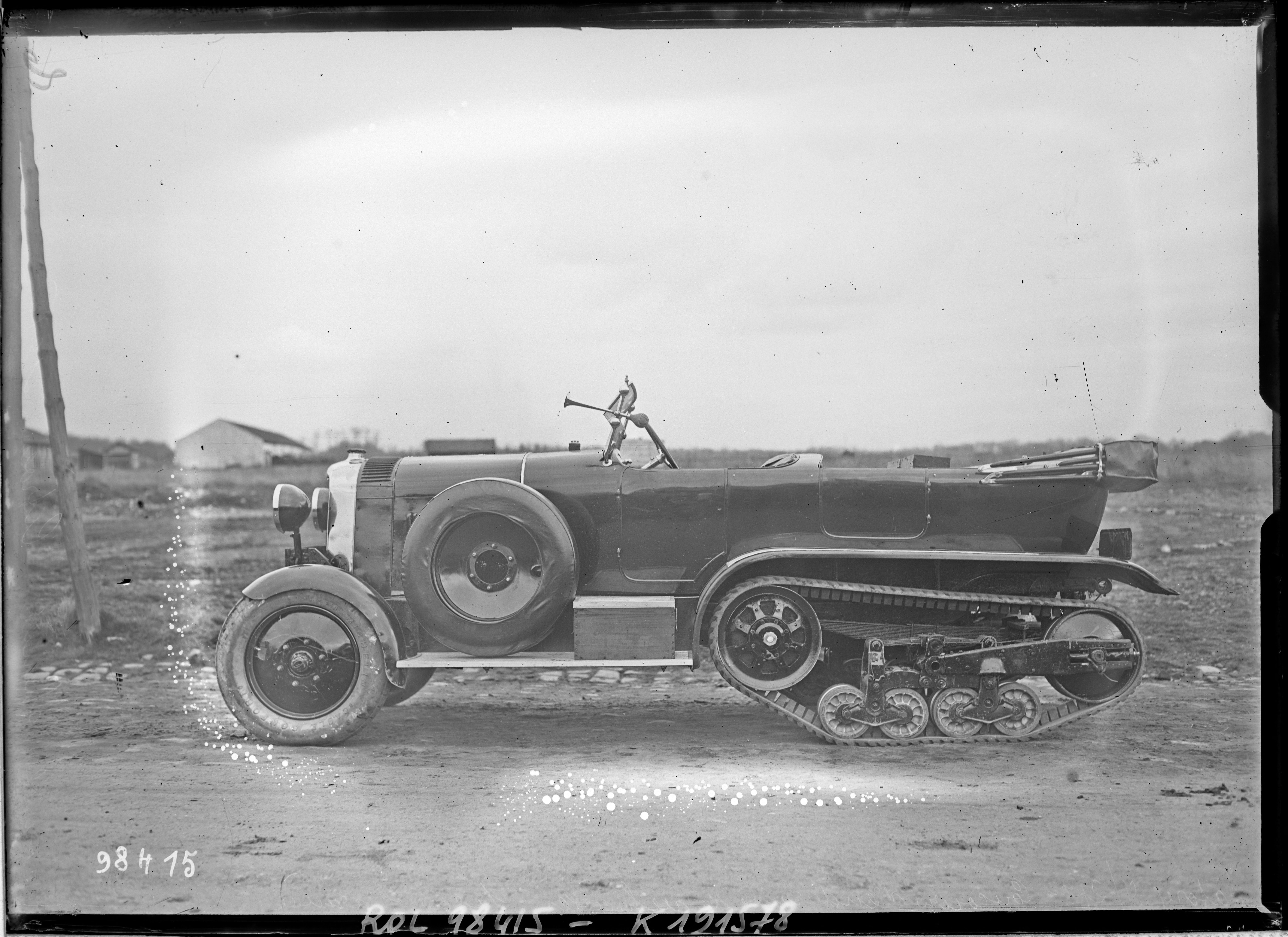
Citroën-Kégresse P7T le 4 février 1925.
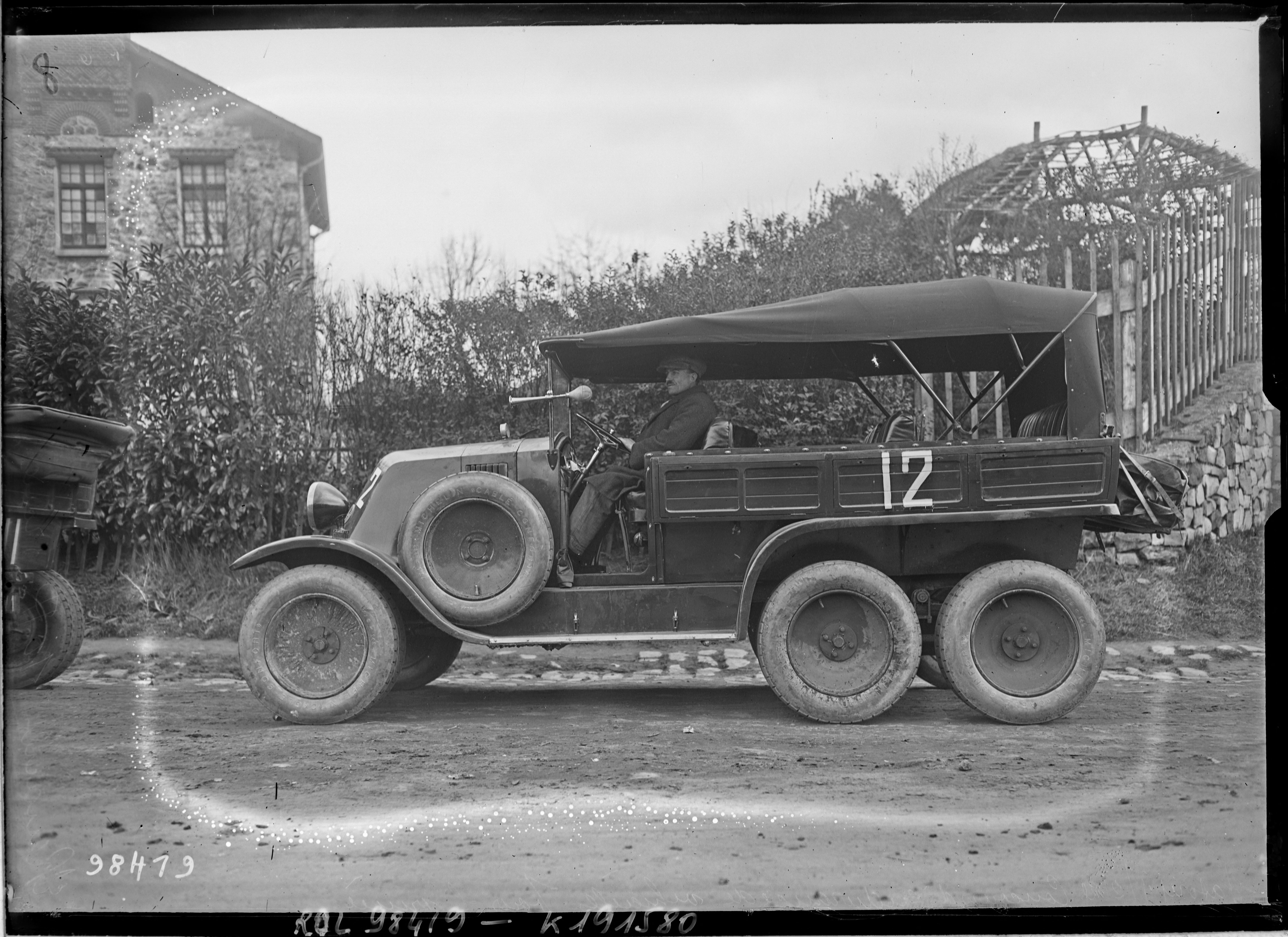
Renault MH (type R) le 4 février 1925.
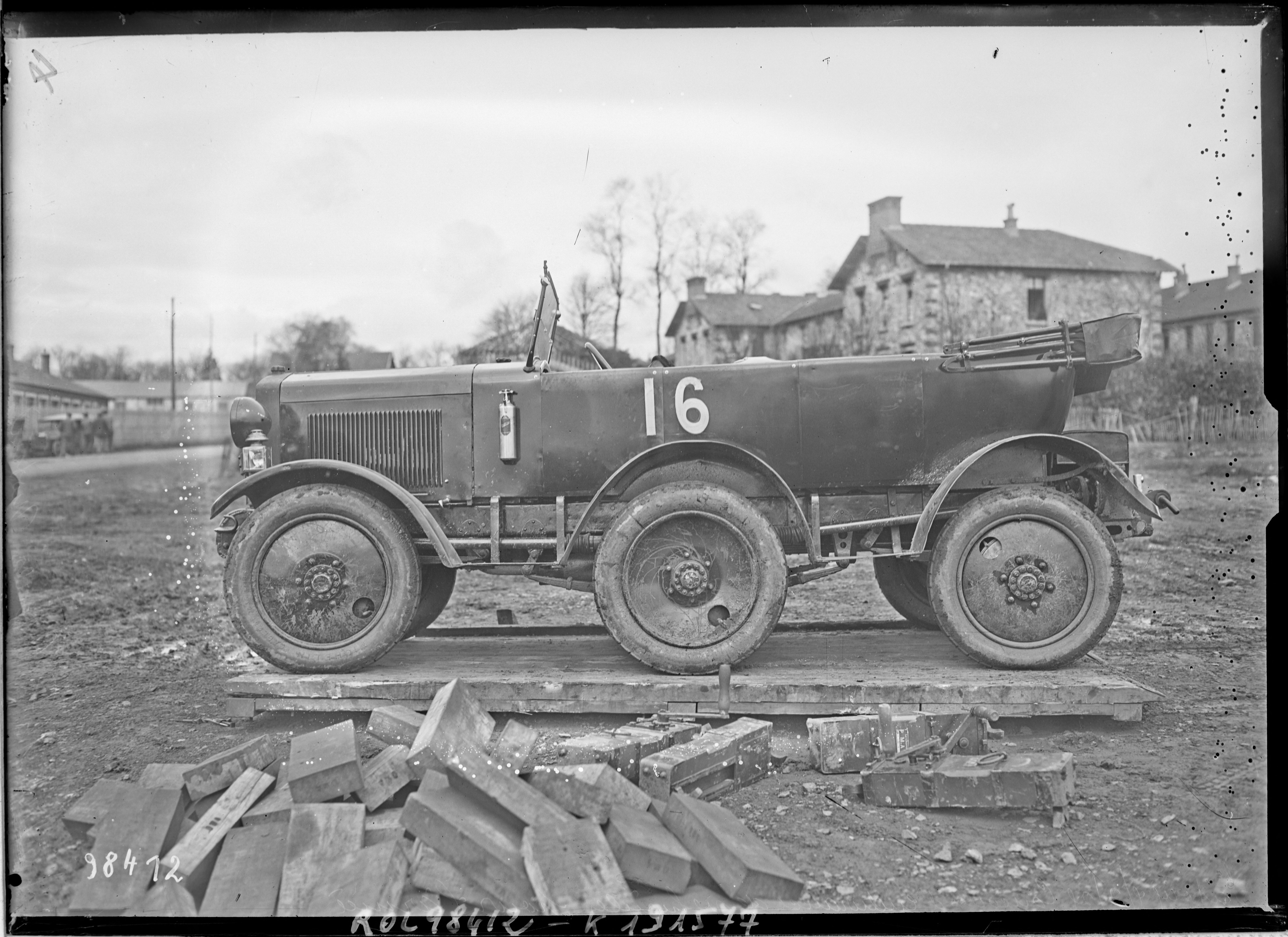
Berliet VPB (type R) le 4 février 1925.
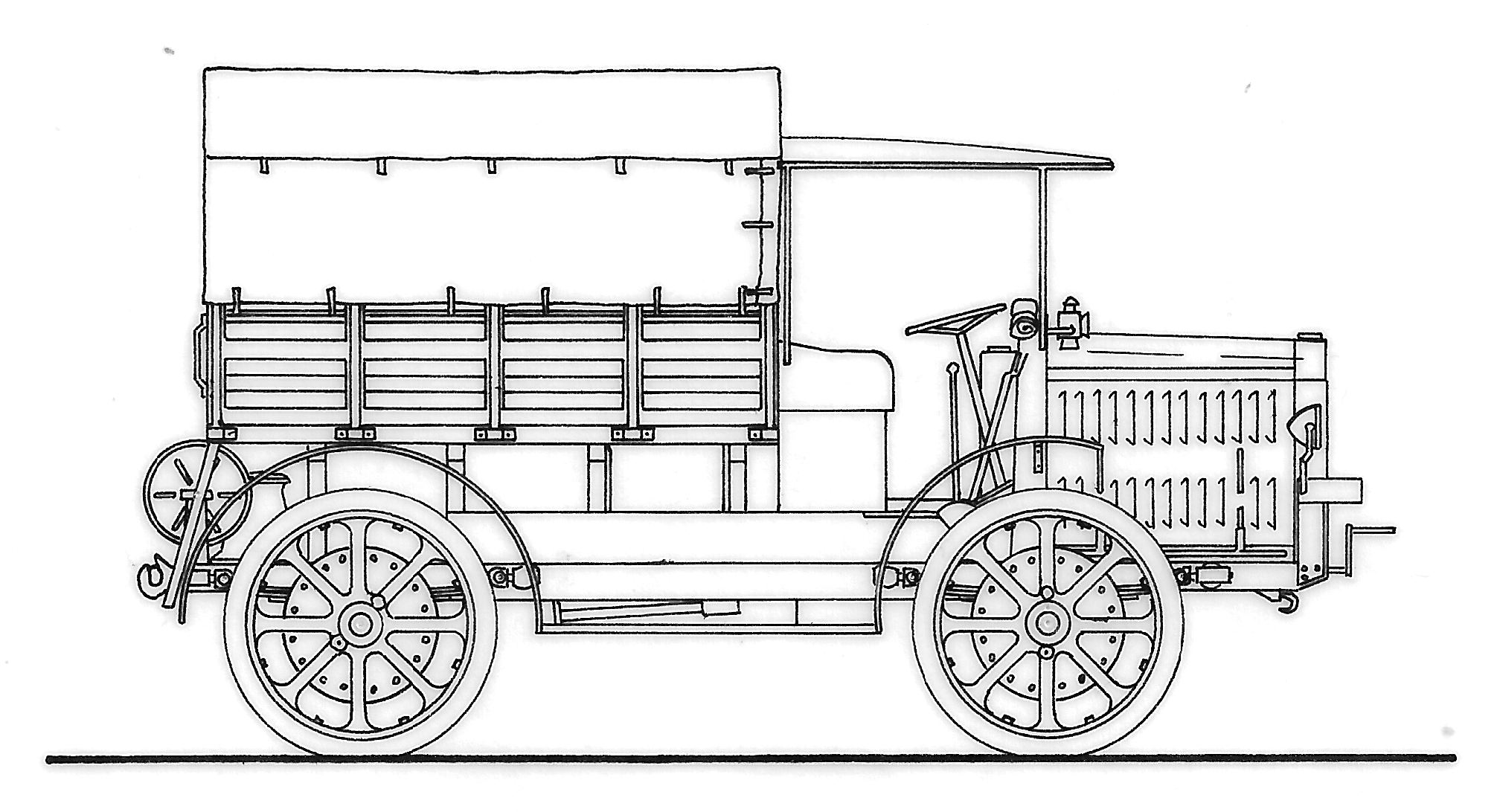
Plan du tracteur Latil TAR4.

## Déroulement

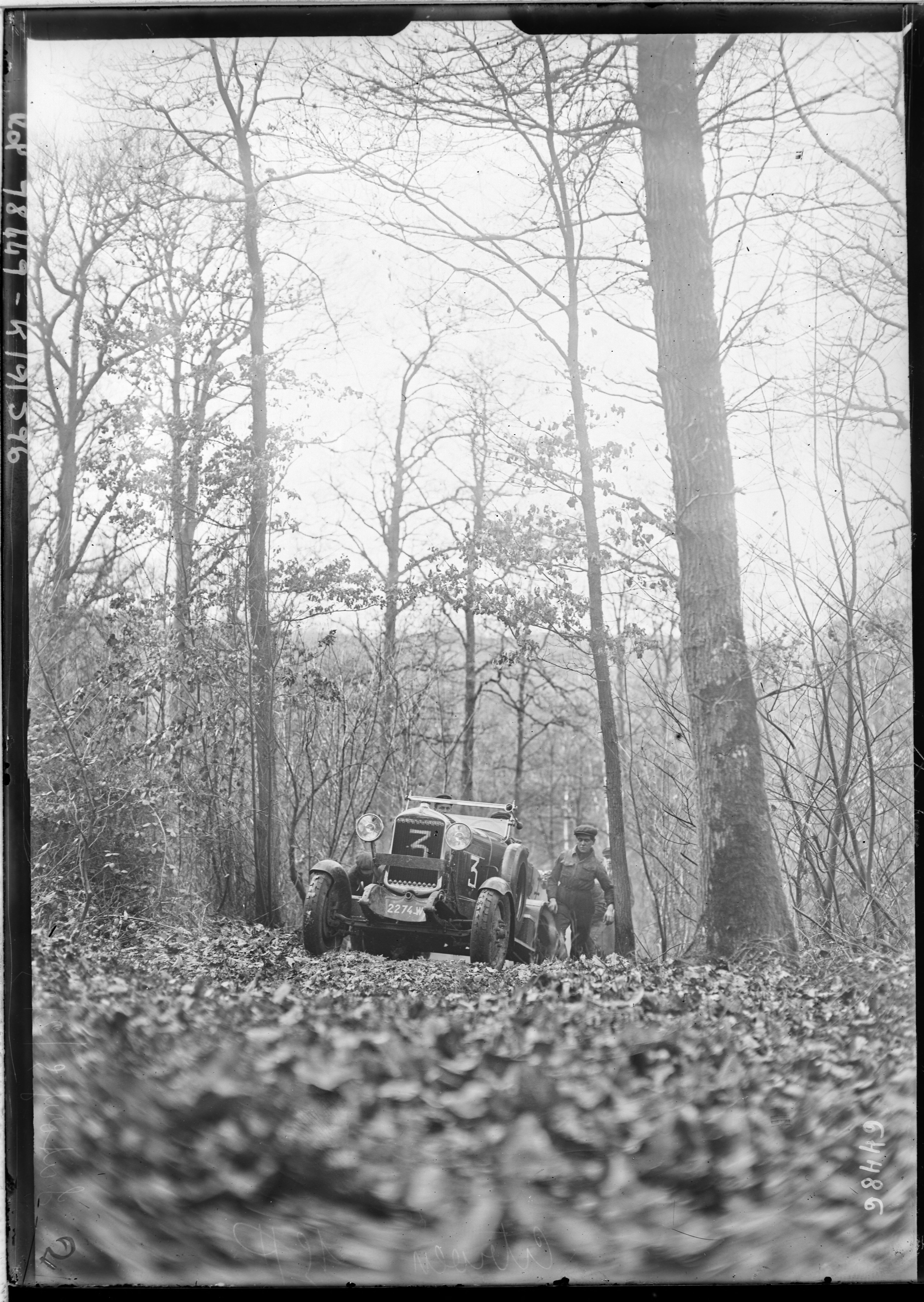
Citroën-Kégresse no 3 type R dans un bois pentu.

Les épreuves se déroulent autour de Versailles. Le terrain permet de tester la vitesse des véhicules mais aussi leur adhérence dans la boue des forêts. Au bout de quelques jours, seuls les modèles Berliet et Citroën restent en lice,. Le VPB se révèle finalement supérieur comme véhicule de reconnaissance.
De son côté, le Latil TAR4 donne entière satisfaction.

## Suites
Quelques Berliet six-roues, dont huit VPB au total, sont directement achetées par l'Armée, complétant les 22 Renault MH auparavant mis en service. Berliet utilisera sa victoire comme argument publicitaire mais les véhicules présentés au concours ne sont pas adaptés aux utilisations civiles et peu seront achetés par des particuliers.
Les véhicules tous terrains à six roues se révèlent rapidement trop lourds et Berliet développe ensuite des voitures à quatre roues motrices et deux roues folles centrales.
Du côté des concurrents, le modèle Citroën-Kégresse P7T de série sera simplifié, se rapprochant de son prédécesseur P4T (à l'exception du propulseur). Le châssis Renault MH sera modifié en 1931 pour produire le Renault UR, voiture blindée à six roues.